# Демохришћанска народна странка (Мађарска)
Демохришћанска народна странка (мађ. Kereszténydemokrata Néppárt; скраћено КДНП) десничарка је демохришћанска политичка странка у Мађарској. Званично је коалициони партнер владајуће странке Фидес, али се углавном сматра сателитском странком Фидеса и не може самостално да уђе у Скупштину од 1998. године. На неколико избора пре пакта нису успели да пређу изборни цензус од 5% гласова. Без Фидеса, њена подршка се не може мерити, а чак је и водећи политичар Фидеса Јанош Лазар изјавио да Фидес не сматра владу коалиционом.